# Sphaerophallus
Sphaerophallus is een geslacht van rechtvleugeligen uit de familie Euschmidtiidae. De wetenschappelijke naam van dit geslacht is voor het eerst geldig gepubliceerd in 1964 door Descamps.

## Soorten
Het geslacht Sphaerophallus omvat de volgende soorten:
- Sphaerophallus durus Descamps, 1964
- Sphaerophallus membranaceus Descamps, 1964
- Sphaerophallus micropterus Descamps, 1971